# Ľubomír Tupta
Ľubomír Tupta (* 27. März 1998 in Prešov) ist ein slowakischer Fußballspieler.

## Karriere

### Verein
Tupta begann seine Laufbahn beim MFK Slovan Sabinov und dem 1. FC Tatran Prešov in seinem Heimatland, bevor er 2014 nach Italien in die Jugend von Catania Calcio wechselte. Nach einer Leihe zu Hellas Verona in der Saison 2015/16 wurde er zur folgenden Saison fest verpflichtet. Bei Hellas wurde er zur Spielzeit 2017/18 in den erweiterten Kader der ersten Mannschaft befördert. Am 23. Dezember 2017 (18. Spieltag) gab er beim 0:4 gegen Udinese Calcio sein Debüt in der Serie A, als er in der 73. Minute für Daniele Verde in die Partie kam. Bis Saisonende kam er zu insgesamt zwei Einsätzen in der ersten italienischen Liga. Verona stieg als Vorletzter in die Serie B ab. In der Spielzeit 2018/19 absolvierte er 17 Partien in der zweithöchsten italienischen Spielklasse, wobei er zwei Tore erzielte. Die reguläre Saison beendete Hellas auf dem 5. Rang, der für die Play-offs um den Aufstieg qualifizierte. Die Mannschaft gewann das Finale nach Hin- und Rückspiel mit insgesamt 3:2 gegen die AS Cittadella und stieg wieder in die Serie A auf. 2019/20 wurde er, nachdem er bis Januar 2020 zu keinem Ligaeinsatz für Hellas gekommen war, zum polnischen Erstligisten Wisła Krakau verliehen. Bis zum Ende der Saison spielte er zehnmal in der höchsten polnischen Spielklasse (ein Tor). Nach der Rückkehr nach Verona und zwei Partien in der Serie A schloss er sich 2020/21 auf Leihbasis dem Zweitligisten Ascoli Calcio an. Bis Februar 2021 absolvierte er zwölf Spiele in der Serie B. 
Daraufhin wurde er erneut verliehen, diesmal zum Schweizer Erstligisten FC Sion. Bis Saisonende kam er zu zwölf Ligaeinsätzen für die Sittener. Der Verein beendete die Spielzeit auf dem 9. Rang und qualifizierte sich somit für die Barrage gegen den FC Thun. Nach Hin- und Rückspiel gewann Sion mit insgesamt 6:4 und sicherte sich den Klassenerhalt. Tupta stand in beiden Partien in der Startelf und erzielte beim 2:3 beide Tore für Sion. Nach der Saison 2020/21 kehrte er wieder zu Hellas Verona zurück, die Italiener verliehen ihn jedoch im August an den tschechischen Erstligisten Slovan Liberec. Seit September 2022 trug er das Trikot von Delfino Pescara 1936 in der italienischen Serie C, 2023 wechselte er fest zu Liberec.

### Nationalmannschaft
Tupta spielte bislang insgesamt 36 Mal für slowakische Juniorennationalmannschaften und schoss dabei 13 Tore. 2023 wurde er erstmals im Nationalteam eingesetzt.